# Patrick Süskind
Patrick Süskind (Ambach, 26 marzo 1949) è uno scrittore, sceneggiatore e drammaturgo tedesco.
Il suo romanzo più noto è Il profumo (1985), divenuto un best seller mondiale tradotto in più di quaranta lingue.

## Biografia
Patrick Süskind crebbe nel villaggio bavarese di Holzhausen (oggi accorpato nel comune di Münsing), sul lago di Starnberg. Suo padre Wilhelm Emanuel Süskind era uno scrittore, traduttore e critico letterario, collaboratore di lunga data del giornale Süddeutsche Zeitung; sua madre, invece, era un'insegnante di educazione fisica. Martin E. Süskind, fratello maggiore di Patrick, era un giornalista.
Dopo il diploma superiore e il servizio civile, studiò storia medievale e moderna a Monaco, e per due semestri anche a Aix-en-Provence dove ebbe l'opportunità di migliorare la propria conoscenza della lingua francese. Frequentò pure corsi di inglese, spagnolo, latino, greco, storia dell'arte e teologia, ma non terminò mai gli studi. In compenso, in questo periodo cominciò a scrivere i primi, brevi testi narrativi.
La sua prima pubblicazione, nel 1981, fu il breve monologo Il contrabbasso (Der Kontrabaß), che ebbe grande successo tanto da diventare l'opera teatrale più rappresentata in Europa nella metà degli anni '80. Parallelamente, collaborò alla stesura della sceneggiatura di alcune serie televisive tedesche con il regista Helmut Dietl (vedi "Süskind e il cinema").
Dalla metà degli anni '80, poi, divenne anche un romanziere affermato a livello mondiale: nel 1985 pubblica il best seller Il profumo, considerato dalla critica uno dei migliori romanzi tedeschi contemporanei. Del 1987 è invece il romanzo breve Il piccione. Negli anni '90 pubblica un altro romanzo e una raccolta di racconti, mentre negli anni 2000 torna sugli scaffali con un saggio. 
La sua attività letteraria vanta alcune traduzioni dal francese in tedesco: i libri dell'amico illustratore e scrittore per bambini Jean-Jacques Sempé, che ha invece illustrato il suo libro Storia del signor Sommer.

## Süskind e i media
Nonostante la sua fama mondiale Patrick Süskind, come la maggior parte dei personaggi dei suoi libri, conduce una vita estremamente riservata ed è schivo nei confronti dei media di massa: concede raramente interviste, e le sue apparizioni in pubblico sono davvero sporadiche. 
Lo scrittore è arrivato persino a rifiutare importanti premi letterari tedeschi quali il Gutenberg, il Tukan e il FAZ, ed è impresa ardua addirittura trovare delle sue foto da pubblicare su giornali o riviste. Curiosamente, nel 2006 non si presentò neanche alla prima del film tratto dal suo romanzo Il profumo.

## Süskind e il cinema
I diritti cinematografici de Il profumo sono stati acquistati nel 2000 per una cifra ritenuta tra i cinque e i dieci milioni di Euro dalla ditta di produzione Costantin-Film, che ne ha tratto il film Profumo - Storia di un assassino del 2005 del regista Tom Tykwer. Inoltre Süskind è stato sceneggiatore delle serie televisive Monaco Franze (1983), in cui compare in un cameo, e Kir Royal (1986) e dei film Rossini (1997) e Vom Suchen und Finden der Liebe (2005), collaborando sempre con il regista tedesco Helmut Dietl.

## Opere

### Teatro
- 1981 - Il contrabbasso (Der Kontrabass), Longanesi (ISBN 978-88-304-2353-4)

### Romanzi
- 1985 - Il profumo (Das Parfum), Longanesi (ISBN 978-88-304-0587-5)
- 1987 - Il piccione (Die Taube), TEA (ISBN 978-88-7819-143-3)
- 1991 - Storia del signor Sommer (Die Geschichte von Herrn Sommer), TEA (ISBN 978-88-7819-583-7)

### Antologie
- 1995 - Ossessioni. Tre racconti e una riflessione (Drei Geschichten und eine Betrachtung), Longanesi (ISBN 978-88-304-2432-6)

### Saggi
- 2006 - Sull'amore, sulla morte (Über Liebe und Tod), Longanesi (ISBN 978-88-304-2419-7)

## Filmografia
- 1980 - Der ganz normale Wahnsinn
- 1982 - Monaco Franze (Serie TV) - 9 episodi
- 1986 - Kir Royal (Serie TV)
- 1990 - El contrabajo - tratto dal testo omonimo
- 1991 - Kontrabas (Film TV) - tratto dal testo omonimo
- 1997 - Rossini
- 2005 - Vom Suchen und Finden der Liebe
- 2006 - Profumo - Storia di un assassino (Perfume: The Story of a Murderer) - tratto dal romanzo omonimo
- 2018 - Profumo (serie televisiva) - ispirata al romanzo omonimo